# Sigismund von Wallenrodt
Sigismund von Wallenrodt (* 24. Oktober 1652; † 26. November 1723) war ein preußischer Staatsmann.

## Leben

### Herkunft und Familie
Sigismund von Wallenrodt war Angehöriger der preußischen Linie derer von Wallenrodt. Seine Eltern waren der Amtshauptmann von Morungen Gottfried von Wallenrodt (1607–1657) und dessen zweiter Ehefrau Maria, geborene von Nettelhorst († 1662). Der preußische Staatsmann Christoph von Wallenrodt (1644–1711) war sein Bruder. Er vermählte sich 1686 mit Marie Luise von Nettelhorst († 1687) und 1690 mit Luise Katharina von Tettau (1672–1732) einer Tochter des preußischen Kanzlers Hans Dietrich von Tettau (1620–1687). Aus erster Ehe ist ein Sohn, aus zweiter zwei Töchter und ein Sohn hervorgegangen.
- Johann Christoph zu Carmitten († 1727), preußischer Geheimer Staatsrat, Envoyé am Hofe von St. James und Obermarschall
- Maria Helena (1790–1777), ⚭ 1716 Johann Dietrich von Kunheim (1684–1752), preußischer Staatsmann

### Werdegang
Wallenrodt studierte in Königberg und begab sich gemeinsam mit seinen Brüdern Ernst und Heinrich auf Grand Tour. Nach sich die Brüder Trennten, begab er sich 1680 allein nach Köln zu einem Vetter. Von dort zog er weiter nach Sachsen-Lauenburg, wo ihn der Herzog zum Hof- und Obergerichtsrat ernannte. Er begleitete den Herzog nach Wien und von dort in Folge der anrückenden Türken nach Berlin. Im September 1683 wurde er ebd. Hof- und Legationsrat und bekam eine Stellung am Tribunal. 1685 avancierter er zum Oberappellationsgerichtsrat. Mit seiner Rückkehr nach Preußen wurde er 1686 Hauptmann zu Neuhausen und Labiau. Von 1687 bis 1711 war er Vogt zu Fischhausen, wo er auch Landrat wurde. Aus dieser Stellung wurde er 1711 preußischer Landratsdirektor und Hauptmann zu Brandenburg. In Berlin wurde er schließlich 1716 zum Wirklichen Geheimen Rat, Staats- und Kriegsministers ernannt. 1716 schließlich wurde er Obermarschall im Königreich Preußen.
Wallenrodt war Erbherr auf den ostpreußischen Rittergütern Carmitten, Kloschenen und Kussitten.